# Kaplica cmentarna św. Jadwigi w Byczynie
Kaplica cmentarna św. Jadwigi – kaplica cmentarna położona na cmentarzu komunalnym przy ulicy Dworcowej w Byczynie.
Do wojewódzkiego rejestru zabytków zapisane jest:
- kaplica cmentarna rzym.-kat. pw. św. Jadwigi , XIV, XVI-XVII, nr rej.:807/64 z 16.04.1964

## Historia kaplicy
Gotycka kaplica św. Jadwigi wzniesiono została w XIV wieku, na gruntach wsi Polanowice, która powstała pod koniec XIII wieku. Pierwsze informacje o kaplicy pochodzą z 1383 roku. Fundatorem był fascynat kultu św. Jadwigi książę brzeski Ludwik I. W 1405 roku książę brzeski Ludwik II ufundował ołtarz św. Andrzeja. Na początku XV wieku kaplica ucierpiała wskutek pożaru. Kolejny raz płonęła w 1588 roku. Zniszczone zostało wówczas sklepienie i zakrystia. Na przełomie XVI i XVII wieku została odbudowana. Od 1707 roku należała do protestantów. W latach 1860–1876 dobudowano początkowo przedsionek, a następnie kruchtę i przebudowano szczyty kaplicy. Do 1932 roku służyła ona jako miejsce kultu religijnego, po tym zaś roku stała się budowlą o charakterze kaplicy cmentarnej. Po II wojnie światowej nie była użytkowana. W 1977 roku dzięki miejscowym rzemieślnikom została wyremontowana i od tego czasu ponownie pełni funkcję kaplicy cmentarnej.

## Architektura i wnętrze kaplicy
Jest to budowla murowana z cegły w układzie jednowozówkowym, z udziałem zendrówki, tworząc układ kowadełkowy. Wnętrze jest salowe, trójprzęsłowe, z belkowanym stropem. Po jednej i drugiej stronie nawy znajdują się drewniane empory, które wsparte są na sześciu profilowanych słupach z zastrzałami. Dach kaplicy jest dwuspadowy, którego pokrywa dachówka.